# Abdurauf Buriev
Abdurauf Buriev (Taskent, 20 de julio de 2002) es un futbolista uzbeko que juega en la demarcación de centrocampista para el FC Pajtakor Tashkent de la Super Liga de Uzbekistán.

## Selección nacional
Tras jugar en las categorías inferiores de la selección y disputar los Juegos Olímpicos de París 2024, finalmente hizo su debut con la selección de fútbol de Uzbekistán el 25 de marzo de 2025 en un encuentro de clasificación para la Copa Mundial de Fútbol de 2026 contra Irán que finalizó con un resultado de empate a dos tras un doblete de Mehdi Taremi para Irán, y de Abbosbek Fayzullaev y Khojimat Erkinov para Uzbekistán.

### Participaciones en Juegos Olímpicos
| Juegos Olímpicos               | Sede    | Resultado      | Partidos | Goles |
| ------------------------------ | ------- | -------------- | -------- | ----- |
| Juegos Olímpicos de París 2024 | Francia | Fase de grupos | 3        | 0     |

## Clubes
| Club                 | País       | Año       | Partidos | Goles |
| -------------------- | ---------- | --------- | -------- | ----- |
| FC Olympic Tashkent  | Uzbekistán | 2021-2024 | 88       | 3     |
| FC Pajtakor Tashkent | Uzbekistán | 2024-     | 25       | 0     |